# 2008 au Venezuela
Cet article présente les faits marquants de l'année 2008 au Venezuela.

## Évènements

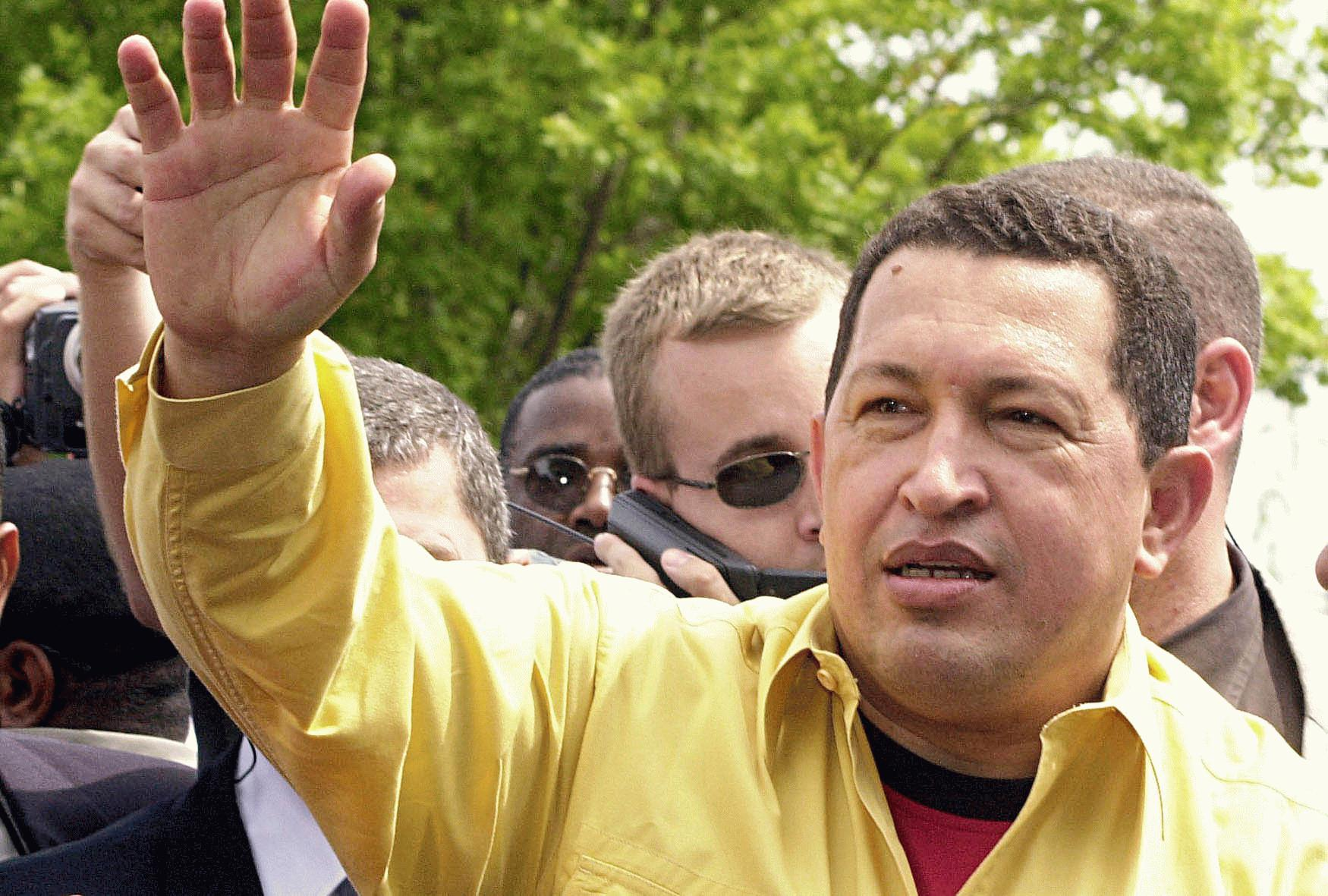
Hugo Chavez (janvier 2003)

- Mardi 1er janvier 2008 : Introduction du bolívar fuerte pour combattre l'inflation.

- Vendredi 4 janvier 2008 : Un Let L-410 vénézuléien transportant au moins 14 personnes s'écrase près de l'archipel de Los Roques.

- Dimanche 27 janvier 2008 : Le président Hugo Chávez prône une alliance armée, des pays gouvernés par la gauche et membre de l'Alternative bolivarienne pour les Amériques, contre les États-Unis : « Nous devons monter une stratégie commune en articulant les armées de l'air, de terre, la marine, la garde nationale, les forces de coopération et les services de renseignements, parce que l'ennemi est le même : l'empire des États-Unis ».

- Jeudi 21 février 2008 : Un avion disparaît dans un crash dans le sud-ouest andin avec 46 personnes à bord.

- Dimanche 2 mars 2008 : à la suite de l'intervention la veille de l'armée colombienne dans la jungle équatorienne contre le camp de Raul Reyes, le Président Hugo Chávez a prévenu qu'une initiative similaire empiétant sur sa frontière aurait des lourdes conséquences, reconnaissant implicitement qu'il accueille des bases des FARC sur son territoire alors qu'il l'a jusqu'à ce jour toujours nié.

- Mardi 4 mars 2008 : Le gouvernement vénézuélien expulse l'ambassadeur de Colombie et rappelle l'ensemble de son personnel diplomatique en poste à Bogota. Le Président Hugo Chavez ordonne l'envoi de dix bataillons sur la frontière soit un peu plus de cinq mille militaires.

- Dimanche 9 mars 2008 : Au sommet du Groupe de Rio, réunissant à Saint-Domingue vingt pays latino-américains, spectaculaire réconciliation entre le colombien Álvaro Uribe, le vénézuélien Hugo Chavez et l'équatorien Rafael Correa, mais les contentieux demeurent. La déclaration de Saint-Domingue adoptée à l'unanimité dénonce « la violation de l'intégrité territoriale de l'Équateur » et salue « les pleines excuses du président Alvaro Uribe » ainsi que « son engagement pour que de pareils actes ne se reproduisent en aucune circonstance ». Les signataires promettent que combattre les menaces de groupes irréguliers ou d'organisations criminelles, en particulier celles liées au narcotraffic, considérées comme terroristes par la Colombie.

- Vendredi 4 avril 2008 : Nationalisation immédiate des entreprises privées des secteurs du ciment, du pétrole et des télécommunications. Si l'intérêt stratégique du pétrole et des télécommunications se comprend par les économistes, celui du ciment — groupes Cemex (4,6 M.T), Holcim (2,4 M.T) et Lafarge(1,6 M.T) — leur échappe.

- Dimanche 13 avril 2008 : Le président Hugo Chávez, reçoit Yolanda Pulecio, la mère d'Íngrid Betancourt. Dans un message national télévisé, il s'adresse au chef des FARC, Manuel Marulanda, pour lui demander de relâcher sa prisonnière. Yolanda Pulecio estime cruciaux les efforts d'Hugo Chavez pour faire libérer sa fille, elle pense que la FARC avaient pris fin février la décision de la libérer, mais que tout a été remis en question, après l'intervention de l'armée colombienne du 1er mars en territoire équatorien et la mort du no 2 de l'organisation, Raul Reyes.

- Jeudi 1er mai 2008 :
  - Le ministre français des Affaires étrangères, Bernard Kouchner, a rencontré le président Hugo Chávez pour s'efforcer de relancer sa médiation en faveur des otages, mais apparemment en vain.
  - Le président Chavez annonce une augmentation de 30 % du salaire minimum et du traitement des fonctionnaires mécontents de l'inflation.

- Mercredi 14 mai 2008 :
  - L'analyse du matériel informatique récupéré le 1er mars après la mort de Paul Reyes, le No 2 des FARC, prouverait l'existence de relations suspectes, suivies et étroites entre les rebelles colombiens, l'Équateur de Rafael Correa et le Venezuela d'Hugo Chavez. Sur les trois ordinateurs, deux disques durs externes et deux clés USB, les analystes ont trouvé quelque 765 gigaoctets de données informatiques détaillant le fonctionnement des FARC, ses négoces, ses amitiés et ses alliances, y compris aides logistiques, approvisionnement en armes et alliances politiques. Hugo Chavez aurait bien financé les FARC grâce à des ventes de pétrole et se serait engagé à verser 300 millions de dollars à la guérilla pour financer son « plan stratégique » de déstabilisation et de prise de pouvoir. Un de chefs des FARC, Ivan Marquez a été reçu le 7 novembre 2008 au palais présidentiel à Caracas.
  - Plus récemment le quotidien espagnol El País a accusé Hugo Chavez d'avoir proposé aux FARC de la aider à s'approvisionner en armes, notamment de missiles sol-air pour abattre l'aviation colombienne. Depuis longtemps, le Venezuela est aussi accusé de servir de base de repli aux FARC (campements et nombreuses facilités). Selon l'hebdomadaire colombien Semana, un général proche d'Hugo Chavez aurait ordonné en 2007, la torture et l'assassinat de deux espions colombiens arrêtés au Venezuela et certains membres des groupes para-militaires pro-Chavez se fondraient dans les FARC et utiliseraient la Colombie dans terrain d'entraînement à la guérilla, en prévision d'une invasion américaine.

- Jeudi 22 mai 2008 : le président Hugo Chavez accuse les États-Unis d'espionnage à la suite du survol du territoire vénézuélien par un avion Lockheed S-3 Viking. Selon l'armée américaine il s'agit seulement d'une erreur de navigation alors que l'avion effectuait une mission antidrogue.

- Dimanche 8 juin 2008 : le président Hugo Chávez annonce l'injection de 20 milliards de dollars dans la « révolution énergétique » et la construction de milliers de logements sociaux, l'amplification du programme médical « Barrio adentro » et la multiplication des accords avec l'Argentine, le Brésil et l'Uruguay pour augmenter l'offre alimentaire sur ces marchés.

- Mardi 17 juin 2008 : le président Hugo Chavez est reçu pendant trois heures par l'ancien président cubain Fidel Castro lors d'une  rencontre « animée et chaleureuse ».

- Dimanche 23 novembre 2008 : élections générales au Venezuela. Près de 17 millions de personnes sont appelées à élire 22 gouverneurs, 328 maires et plusieurs centaines de conseillers régionaux et municipaux. L'opposition remporte 5 des États et la mairie de Caracas, la capitale.

- Mercredi 26 novembre 2008 : le président russe Dimitri Medvedev est en visite officielle. La Russie va aider le Venezuela à lancer un programme nucléaire de production d'énergie. Deux gros navires de guerre russes sont arrivés pour participer à des exercices avec la marine vénézuélienne la semaine prochaine. Le gouvernement vénézuélien a signé un contrat d'achat pour deux avions long courrier Illiouchine II-96 destinés à la flotte de la compagnie aérienne publique et a commandé pour plus de 4 milliards de dollars (3,1 milliards d'euros) d'armement russe, dont des avions de combat, des hélicoptères et 100 000 fusils Kalachnikov.

- Vendredi 30 novembre 2008 : le président Hugo Chávez se déclare « prêt » à gouverner « jusqu'en 2021 ».

- Jeudi 11 décembre 2008 : Le cinéaste américain Oliver Stone annonce vouloir tourner un documentaire sur le président vénézuélien Hugo Chávez.

- Samedi 13 décembre 2008 : Le président cubain Raúl Castro effectue sa première visite officielle à l'étranger en tant que chef d'État.

- Samedi 20 décembre 2008 : Selon le journal italien La Stampa, l'Iran utilise des avions de la compagnie nationale vénézuélienne, la Conviasa, pour transporter vers la Syrie du matériel servant à fabriquer des missiles et ainsi contourner les sanctions de l'ONU. Une partie du matériel transporté (ordinateurs, composants de moteurs) proviendrait du groupe industriel iranien Shahid Bagheri (SBIG), inscrit à l'annexe de la résolution 1737 de l'Onu pour son implication dans le programme de missiles balistiques iranien. De son côté, la Syrie fait parvenir depuis 2006 du matériel militaire  destiné aux Gardiens de la révolution et le Venezuela bénéficie de la mise à disposition de certains Gardiens de la révolution et des membres de leur unité d'élite, l'Al-Quds, pour former et renforcer les services secrets et la police vénézuélienne[1].